# Broye (cuisine)
Pour les articles homonymes, voir Broye.
La broye est une spécialité culinaire d'origine béarnaise, composée d'une pâte de farine de maïs, mangée ordinairement avec du lait. 
C'était un plat très commun dans les campagnes béarnaises. Il est de tradition de dire « Lous broujassès de Lescar », les mangeurs de broye de Lescar. En béarnais, le nom du plat prend la forme broye, broje (prononcé broge) ou bròja.